# Doberdò del Lago
Doberdò del Lago (slowenisch Doberdob) ist eine nordostitalienische Gemeinde mit 1330 Einwohnern (Stand 31. Dezember 2023) in der autonomen Region Friaul-Julisch Venetien. Amtssprachen sind Italienisch und Slowenisch.
Die Gemeinde umfasst die Ortsteile Devetachi, Jamiano, Marcottini, Visintini, Palichisce, Micoli, Bonetti, Lago di Pietrarossa und Lago di Doberdò. Sie grenzt an die italienischen Gemeinden Duino-Aurisina, Fogliano Redipuglia, Monfalcone, Ronchi dei Legionari, Sagrado und Savogna d’Isonzo sowie Komen und Miren-Kostanjevica in Slowenien.

## Geschichte
Die Gemeinde war bis zum Ende des Ersten Weltkriegs Teil der Grafschaft Görz und Gradisca, wobei sie dem Gerichtsbezirk Monfalcone unterstellt war, der wiederum Teil des Bezirks Monfalcone war.

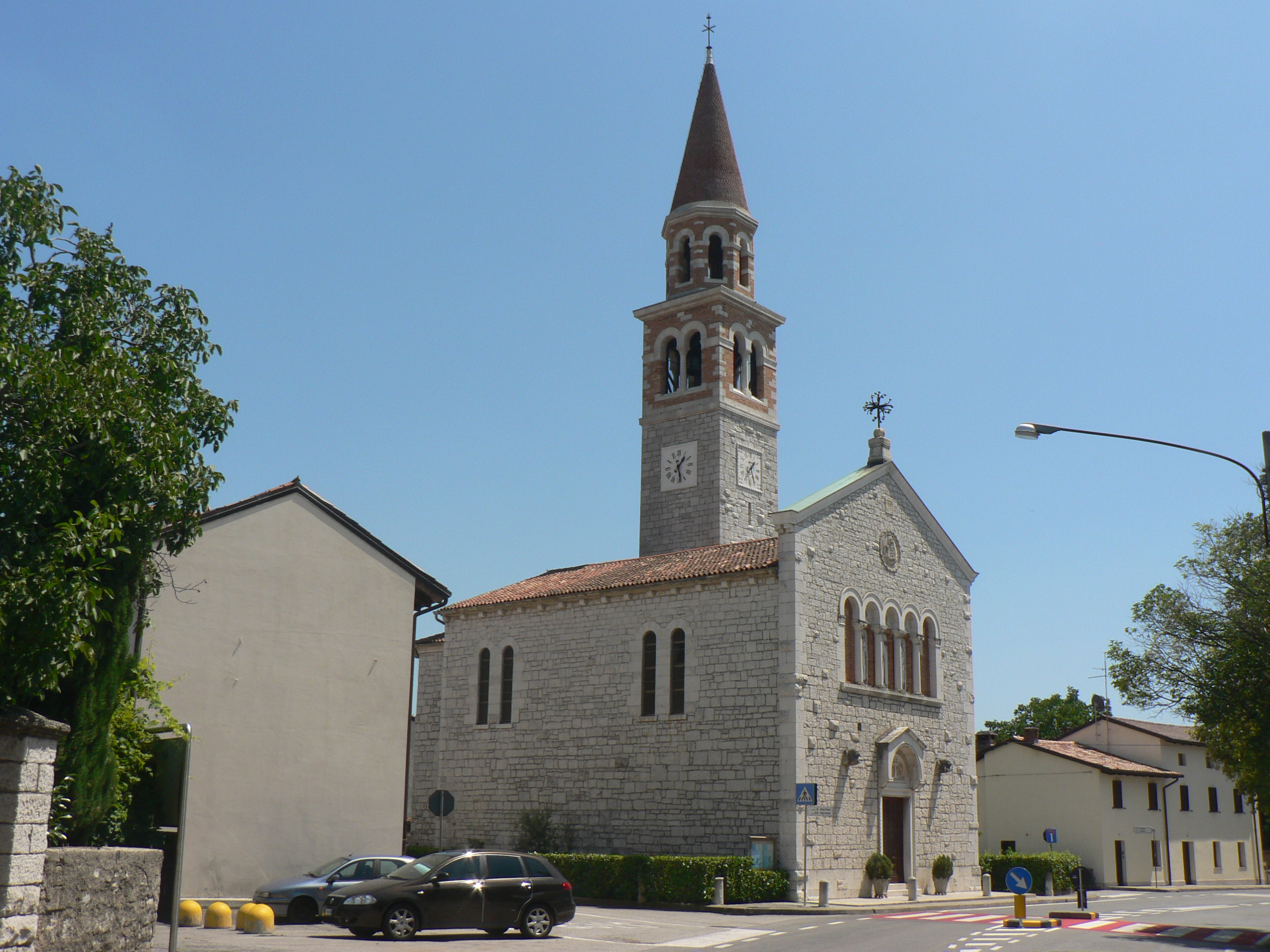
Katholische Kirche St. Martin

## Religion
Das Erzbistum Görz hat in Doberdò del Lago zwei Pfarreien: zum einen St. Martin (S. Martino Vescovo) im Hauptort, zum anderen St. Antonius von Padua (S. Antonio di Padova) im Ortsteil Jamiano.

## Sehenswürdigkeiten

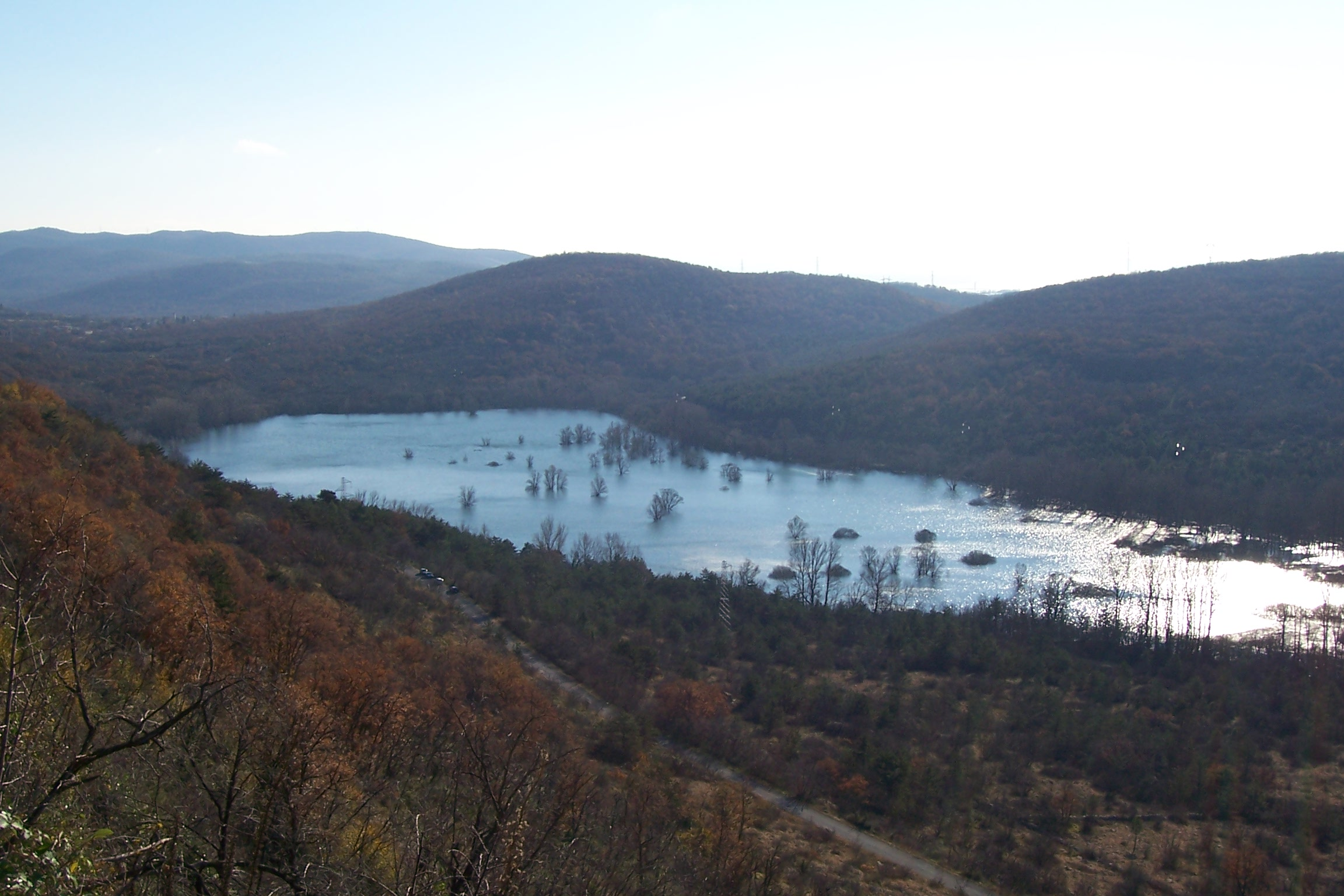
Der See von Doberdò

Bekannt ist die Gemeinde für ihren aus unterirdischen Karstflüssen gespeisten intermittierenden See Lago di Doberdò (3,6 m s.l.m.) und sein für oberflächengewässerarme Karstgebiete seltenes Feuchtgebiet.
Seit 1996 gehört der See zum 726 Hektar großen, in den Gemeinden Doberdò del Lago, Monfalcone und Ronchi dei Legionari liegenden Naturschutzgebiet der Seen von Doberdò und Pietrarossa. Beide intermittierende Seen liegen in großen Karstsenken (Polje).
Der Wasserstand des Sees von Doberdò schwankt je nach Niederschlag und unterirdischem Zulauf um 2–3 m, bei Hochwasser auch um 5–6 m. Früher hatte der See im Herbst und Frühjahr auch wochenlang einen durchwegs hohen Wasserstand. Seit dem Ersten Weltkrieg haben sich die Akkumulations- und Entleerungsrhythmen des Sees allerdings verschoben. Dies dürfte auf die durch Sprengungen und Artilleriefeuer im Ersten Weltkrieg verursachten Vibrationen zurückzuführen sein, welche wahrscheinlich zu Rissen in den Felsschichten am Seeboden geführt haben. Eine ähnliche Wirkung sollen auch die Fliegerbomben auf die nahegelegene Schiffswerft in Monfalcone während des Zweiten Weltkriegs gehabt haben.
Oberhalb vom See von Doberdò liegt ein aufgelassener Steinbruch, der in ein Besucherzentrum mit Naturkundemuseum und Tagungsraum verwandelt wurde.

## Töchter und Söhne der Gemeinde
- Giorgio Ursi (1942–1982), Bahnradsportler

## Partnerschaften
- Bled, Slowenien, seit 1998
- Prvačina (Prevacina), Slowenien, seit 1977